# لینپاس لینوکس
لینپاس لینوکس (به انگلیسی: Linpus Linux) یک توزیع لینوکس بر پایه فدورا است که توسط مؤسسه تایوانی «لیناپس تکنولوژی» تولید شده‌است. لیناپس برای پشتیبانی کامل از بازار آسیا طراحی شده‌است و از یونیکد برای زبان‌های چینی و ژاپنی پشتیبانی می‌کند. یک نسخه اختصاصی به نام «لینپاس لایت» برای دستگاه‌هایی که از نظر سخت‌افزاری ضعیف‌تر هستند مانند نت‌بوک‌ها طراحی شده‌است. این توزیع بر مبنای دو واسط کاربری «ساده» برای کاربران جدید و «پی‌سی» برای کاربرانی که به چیزی بیشتر از واسط‌های شبه ویندوز نیاز دارند. دامنه هدف این توزیع لینوکس دستگاه‌هایی با صفحهٔ نمایش کوچک است و از وضوح کمتر از VGA پشتیبانی می‌کند. "ایسر اسپایر وان" و "نورتک جکو" با این توزیع لینوکس ارائه شده‌اند، همچنین یک نسخه از ایسر ریوو ۳۶۱۰ و ۳۷۰۰ با لیناپس ارائه شده‌اند.
لیناپس یک نسخه معمولی برای کامپیوترهای رومیزی و نسخه سرور نیز دارد، همچنین یک نسخه چندرسانه‌ای با نام "Linpus Media Center" دارد. نسخه چندرسانه‌ای یک بسته بروز رسانی را توصیه می‌کند که برای پشتیبانی از DVD و MP3 و سایر کدک‌ها باید از MPEG-LA خریداری شود.